# A Mesék Mátyás királyról epizódjainak listája
Ezen az oldalon a Mesék Mátyás királyról című rajzfilmsorozat epizódjainak listája szerepel.
| 1. | Az igazmondó juhász           | 1984. február 18. |
| Mátyás király eldicsekszik Burkus királynak a mindig igazat mondó juhászával. Burkus király fogadást ajánl Mátyásnak, hogy hazugságon kapja a juhászt, vagy ha nem, akkor Mátyásnak adja a fele országát. Burkus király lánya elkéri az aranyszőrű bárányt a juhásztól, aki bevallja a királynak, hogy elcserélte azt egy fekete bárányra (=Burkus király lányára). Mátyás megnyeri a fogadást, és a kapott fél országot a juhásznak adja, aki feleségül veszi Burkus király lányát. |                               |                   |
| 2. | Egyszer volt Budán kutyavásár | 1984. február 25. |
| Az álruhás Mátyás Budára rendeli a szegény embert, kutyát árulni. Az jó áron eladja az ebeket, mert Mátyás vesz magának egyet, s az urak is követik a példáját. A fukar gazda is szeretne sok pénzt kapni a kutyákért, ezért eladja mindenét, még a házát is pénzzé teszi, s azon kutyákat vásárol. Budán azonban keserűen tapasztalja, hogy "egyszer volt Budán kutyavásár". |                               |                   |
| 3. | Beatrix királyné tréfája      | 1984. március 3.  |
| Beatrix királyné Mátyás távollétében igazságot tesz két vitatkozó koldus között az egyikük szamaráról. A király megharagszik, hogy távollétében törvényt hozott, pedig az egyedül a király joga. Ezért elküldi a királynét a palotából, azzal a feltétellel, hogy onnan csak egy valamit vihet magával, amit a legjobban szeret. Mátyás másnap kunyhóban ébred, a királyné őt vitte el. |                               |                   |
| 4. | A cinkotai kántor             | 1984. március 10. |
| Az együgyű plébános helyett a kántor felel meg a király furfangos kérdéseire. Jutalmul azt kéri a kántor, hogy a cinkotai icce nagyobb legyen, mint máshol. A király a jutalmat megtetézi arany pénzzel töltött korsóval. |                               |                   |
| 5. | A kolozsvári bíró             | 1984. március 17. |
| Mátyás király álruhában panasznapkor érkezik Kolozsvárra. Meglepődve tapasztalja, hogy senki sem panaszkodik. Aki panaszkodni mer, azt a bíró ott fogja fát vágni. A "nagy orrú" is erre a sorsra jut. Mátyás egész nap dolgozik, de fizetséget nem kap. Az egyik farönkbe belevési a nevét. Amikor kiderül, hogy ő a király, a bíró térden csúszva kér bocsánatot. Büntetésként a bírónak fát kell vágnia a szegények számára, majd amikor panaszkodik, hogy megfájdult a háta, „megkenegetik” mogyorófa-vesszővel. |                               |                   |
| 6. | Mátyás király Gömörben        | 1984. március 24. |
| A gömöri urak a király tiszteletére rendezett lakomán nem hajlandóak a jobbágyok egészségére inni. Mátyás elhatározza, hogy megleckézteti az urakat. Reggel kiküldi őket a szőlőbe kapálni, hadd tudják meg, mi az a kapálás! Az urak egész nap dolgoznak, este már isznak a jobbágyok egészségére is. |                               |                   |
| 7. | A három bakkecske             | 1984. március 31. |
| Mátyás találkozik egy őszhajú öreggel, aki valamikor régen a katonája volt. Három kérdést tesz fel neki, a furfangos válaszok értelmét pedig a király három kísérőjének kell megfejtenie. Az öreghez fordulnak segítségért, aki jó pénzért elárulja a válaszokat, vagyis megfeji a három bakkecskét. |                               |                   |
| 8. | Mátyás szolgái                | 1984. április 7.  |
| Vízkereszt napján felkeresik Mátyást hívei és ajándékokkal kedveskednek neki. Galeotto Marzio csak a tollát (azaz az írásait) tudja felajánlani neki, de Mátyás szerint ez a legmaradandóbb ajándék. |                               |                   |
| 9. | Furcsa látogatók              | 1984. április 14. |
| Mátyás udvarába sokan érkeznek, hogy felajánlják különleges szolgálataikat. Ki a festést, szobrászatot, zenét, ki a borsóhajigálást ajánlja a királynak, de mindet elbocsátja, kegyelemben csak a bolondot tartja meg, aki elmeséli, hogyan került a király szolgálatába. |                               |                   |
| 10. | Mátyás kovács                 | 1984. április 21. |
| Mátyás álruhában járja az országot, s éjszakára betér a falu kovácsához, aki, bár szegény ember és nincs hitele a kocsmárosnál, ezért zálogba adja egyetlen dolmányát, hogy illendően megvendégelhesse. A király meghívja vendéglátóját Budára azzal, hogy keresse ott „Mátyás kovácsot”. Budára megy a falusi kovács, amikor a budai vásár van, s igen elámul, mert volt vendége maga a király, s ott ő fogadja illendően, a saját dolmányát is neki adja, sőt a jelen lévő nemes urakat is erre biztatja (akik később a kovácstól visszavásárolják a dolmányaikat).                                                                              |                               |                   |
| 11. | A tök és a négy ökör          | 1984. április 28. |
| A szegény ember kertjében egy óriási sütőtök terem, melyet a királynak akar ajándékozni, a fuvaros nagyon drágán vállalja, hogy felviszi Budára. A király fejedelmi jutalomban részesíti a szegény embert és még a fuvaros ökreit is neki adja. A fuvaros megkapja a hatalmas tököt, amiért 1000 tallért kér Mátyás király, és azt is ajándékba adja a szegény embernek. |                               |                   |
| 12. | A nekeresdi bíró              | 1984. május 5.    |
| Mese a nekeresdi bíróról, aki mindent fordítva csináltat: a korsó fülét belülre rakatja, hogy ne törjön le, a házaknak előbb a tetejét csináltatja meg, és a lovon fordítva kell ülni. Az értelmetlen és nevetséges intézkedések, na meg a harácsolása miatt Mátyás király leváltja tisztségéről, és a régi bölcs öreg bírót nevezi ki újra. |                               |                   |
| 13. | A névnapi jóslat              | 1984. május 12.   |
| Mátyás király álruhában elvegyül a piactér forgatagában. Egy cigányasszony megjósolja, ha lopni nem megy mielőbb, meghal legelső nevenapján. Miután másnap Mátyás napra volt hivatalos a főkamaráshoz, éjjel bolondjával beosonnak hozzá, hogy egy apróságot elcsenjenek. Így véletlenül megtudja Mátyás király, hogy a kamarás meg akarja mérgezni. A gonoszt és szolgáját megbünteti, a cigányasszonyt, s rokonságát azzal jutalmazza, hogy bármikor szívesen látott vendégek a palotában és annak konyhájában. A cigányasszony még annyit mond neki, hogy „míg magyar ember él a Földön, az ő nevét úgy fogja emlegetni: Mátyás, az igazságos”. |                               |                   |